# Біловеж
Біло́веж (Білі Вежі, № 20) — село в Україні, у Пологівському районі Запорізької області. Входить до складу Розівської селищної громади. Населення становить 132 осіб.

## Географія
Село Біловіж знаходиться за 1,5 км від правого берега річки Кальчик, на відстані 1 км від села Листвянка. Землі села межують із Маріупольським районом Донецької області.

## Історія
Лютеранське село, засноване 1832 р. Засновники — 31 сім'я з Чернігівської колонії Білі Вежі II тощо. Лютеранський приход Ґрунау. Землі 1620 десятин (1857; 27 подвір'їв і 6 безземельних сімей), 1734 десятин. Школа.
У 1925—1939 роках село входило до складу Люксембурзького німецького національного району Маріупольської округи (з 1932 — Дніпропетровської області, з 1939 — Запорізької області).
До 2018 орган місцевого самоврядування — Вишнюватська сільська рада.
12 червня 2020 року, відповідно до розпорядження Кабінету Міністрів України № 713-р «Про визначення адміністративних центрів та затвердження територій територіальних громад Запорізької області», увійшло до складу Розівської селищної громади.
19 липня 2020 року, в результаті адміністративно-територіальної реформи та ліквідації  Розівського району увійшло до складу Пологівського району.

## Населення
| Рік  | Кількість мешканців |
| ---- | ------------------- |
| 1859 | 568                 |
| 1885 | 960                 |
| 1897 | 353                 |
| 1908 | 316                 |
| 1914 | 360                 |
| 1919 | 351                 |